# Belgica antarctica
Belgica antarctica is een insectensoort die tot de familie dansmuggen (Chironomidae) behoort. De wetenschappelijke naam van de soort werd voor het eerst voorgesteld door Jean-Charles Jacobs in 1900.

## Uiterlijke kenmerken
De lichaamskleur is zwart, de lichaamslengte bedraagt ongeveer twee tot zes millimeter. De vlieg is hiermee het grootste uitsluitend op het land levende dier van Antarctica, evenals het enige insect. Zowel de mannetjes als de vrouwtjes zijn volledig vleugelloos. 

## Levenswijze
De vlieg komt endemisch voor op het continent Antarctica en is het grootste landdier dat er van nature voorkomt.
B. antarctica besteedt het grootste deel van zijn levenscyclus van twee jaar in vier larvale stadia. Terrestrische algen, in het bijzonder het mos Prasiola crispa, organische detritus en micro-organismen leveren het voedsel voor het larvale stadium. De volwassen dieren verschijnen in het voorjaar en de zomer en leven niet meer dan 10 dagen; vrouwtjes paren de eerste dag van hun volwassen leven en zetten een paar dagen later hun eieren af. Voor de paring verzamelen de mannetjes zich in grote groepen.
De eipakketten zijn gemaakt van een gel-achtige stof die tegen extreme temperatuurschommelingen en droogte bescherming biedt. De gel werkt hierbij als een soort antivries terwijl de larven hun cellen beschermen door suikers zoals trehalose, glucose en erytritol. De larven kunnen eenmaal uit het ei bovendien bevriezing van hun lichaam overleven.